# Саветовање у Дуленима 1941.
Саветовању Главног штаба Народноослободилачких партизанских одреда Југославије одржаном у Столицама, од 26. до 27. септембра 1941. године, претходило је саветовање Главног штаба НОП одреда Србије одржано 16. септембра 1941. године у Дуленима.
Саветовање Главног штаба НОП одреда Србије за команданте и политичке комесаре западне Србије, Шумадије и Поморавља било је у функцији покренуте иницијативе да се одржи југословенско саветовање. Саветоњу су присуствовали:
- Сретен Жујовић командант Главног штаба НОП одреда Србије
- Родољуб Чолаковић, Филип Кљајић и Никола Груловић чланови Главног штаба НОП одреда Србије
- Милан Благојевић Шпанац командант Првог шумадијског НОП одреда
- Андра Ђорђевић командант Другог шумадијског НОП одреда
- Раја Недељковић и Владимир Дедијер командант и политички комесар Крагујевачког НОП одреда
- Павле Јакшић командант Краљевачког НОП одреда
- Момчило Радосављевић командант Чачанског НОП одреда
- Милинко Кушић политички комесар Ужичког НОП одреда
- Љубиша Урошевић командир Поморавског НОП одреда
- Мијалко Тодоровић секретар Окружног комитета КПЈ за Крагујевац
- Светислав Стефановић Ћећа иструктор Покрајинског комитета КПЈ за Србију

Спречени су били да учествују представници посавског, космајског, пожаревачког, подрињског и ваљевског НОП одреда. Коча Поповић није учествовао на саветовању јер су Немци већ покренули офанзиву на Мачву. Команданту Ваљевског НОП одреда Здравку Јовановићу, саопштено је да остане са одредом, јер је претила опасност да Немци из Мачве и Посавине продуже напад у правцу Ваљева.
Саветовање је припремано у великој тајности и за њега је знао само секретар ОК КПЈ за Крагујевац Мијалко Тодоровић Плави.
На саветовању је закључено да партизански одреди морају прерасти у крупније и чвршће војне јединице, повећати маневарску способност и оспособити се за дејство и на територији других одреда. Услед прилива нових бораца биле је превазићена почетна четна структура партизанских одреда, што је значило да треба формирати батаљоне. Крупније акције морале су се изводити сарадњом више партизанских одреда